# Olympische Sommerspiele 1984/Teilnehmer (Uruguay)
| Gelbes Symbol für Goldmedaillen mit stilisierten Olympischen Ringen | Graues Symbol für Silbermedaillen mit stilisierten Olympischen Ringen | Braundes Symbol für Bronzemedaillen mit stilisierten Olympischen Ringen |
| ------------------------------------------------------------------- | --------------------------------------------------------------------- | ----------------------------------------------------------------------- |
| —                                                                   | —                                                                     | —                                                                       |

Uruguay nahm an den Olympischen Sommerspielen 1984 in Los Angeles, USA, mit einer Delegation von 18 Sportlern (17 Männer und eine Frau) teil.
Als Fahnenträger Uruguays fungierte der Basketballer Carlos Peinado.

## Teilnehmer nach Sportarten

### Basketball
- Herrenteam
6. Platz

- Kader
Víctor Frattini
Luis Larrosa
Horacio López
Juan Mignone
Hébert Núñez
Carlos Peinado
Horacio Perdomo
Julio Pereyra
Luis Pierri
Wilfredo Ruiz
Alvaro Tito

### Boxen
- Evaristo Mazzón
Halbweltergewicht: 33. Platz

### Radsport
- Carlos García
4000 Meter Einzelverfolgung: 16. Platz
50 Kilometer Punktefahren: 16. Platz in der Qualifikation

### Schwimmen
- Carlos Scanavino
200 Meter Freistil: 16. Platz
400 Meter Freistil: 17. Platz
1500 Meter Freistil: 10. Platz
100 Meter Schmetterling: 32. Platz

- Rosa María Silva
Frauen, 100 Meter Brust: 26. Platz
Frauen, 200 Meter Brust: 21. Platz

### Segeln
- Alejandro Ferreiro
Soling: 16. Platz

- Bernd Knuppel
Soling: 16. Platz

- Enrique Dupont
Soling: 16. Platz